# Hanoc (fill de Rubèn)
Hanoc (en hebreu חֲנוֹךְ בן-רְאוּבֵן Hănōk ben Rəûbēn) és el primogènit de Rubèn, primogènit del patriarca Jacob. Hagués estat el líder d'Israel si no fos perquè el seu pare i el seu avi es van barallar i el patriarca Jacob va cedir els drets de líder d'Israel a un altre fill seu, Judà. Hanoc és comptat entre els hebreus que segons la Bíblia van emigrar des de Canaan a Egipte amb la família de Jacob.